# يوسف يازجي
يوسف يازجي (مواليد 29 يناير 1997) هو لاعب كرة قدم تركي يلعب في مركز الوسط المهاجم في نادي ليل.

## روابط خارجية
- يوسف يازجي على موقع الاتحاد الدولي (مؤرشف)  (الإنجليزية)
- يوسف يازجي على موقع الاتحاد الأوربي (الإنجليزية)
- يوسف يازجي على موقع اتحاد تركيا (لاعب) (الإنجليزية)
- يوسف يازجي على موقع إي إس بي إن إف سي (الإنجليزية)
- يوسف يازجي على موقع قاعدة بيانات كرة القدم.إي يو (الإنجليزية)
- يوسف يازجي على موقع ليكيب (الفرنسية)
- يوسف يازجي على موقع ناشيونال فوتبول تيمز (الإنجليزية)
- يوسف يازجي على موقع Soccerbase.com (لاعب) (الإنجليزية)
- يوسف يازجي على موقع Soccerway.com (الإنجليزية)
- يوسف يازجي على موقع عالم كرة القدم.نت (الإنجليزية)